# Лігурська мова (стародавня)
Ця стаття — про стародавню мову лігурів; про сучасну лугурійську романську мову див. статтю «Лігурійська мова».
Лігу́рська мова — мова, що нею розмовляло населення північно-західної Італії і південно-східної Франції, відоме як лігури, у доримську епоху та на її початку. Про цю мову відомо небагато (головним чином із топонімічних назв і власних імен), вважається, що мова належала до індоєвропейських і має спільні риси з іншими індоєвропейськими мовами, перш за все з кельтськими (галльська мова) і італійськими (латинська і оско-умбрські мови).

## Кельтська гіпотеза
Дослідник галльської мови Ксав'є Деламарр стверджував, що лігурська була кельтська мова, схожа з галльською, але окрема. Його ідея ґрунтувались на двох доводах. По-перше, лігурський топонім Genua (сучасна Генуя) він виводить з праіндоєвропейського кореня *ĝenu- «підборіддя (кістка)». Багато з-поміж індоєвропейських мов вживають слово «рот» у значенні «гирло», але лише у кельтських мовах *ĝenu- означає «рот». Окрім Генуї, яку він вважає лігурською назвою, той самий корінь можна знайти у назві Genava (сучасна Женева), що може походити з галльської мови. Проте Genua і Genava можуть походити і від іншого індоєвропейського кореня *ĝenu- зі значенням «коліно» (Юліус Покорний, Pokorny, IEW).
Другий аргумент Деламарра ґрунтується на фрагменті з Плутарха («Марій» 10, 5-6), в якому йдеться про те, що під час битви при Аквах Секстієвих у 102 до н. е. амброни (які могли бути кельтськими племенами) почали вигукувати свій бойовий клич «Ambrones!», почувши який, лігури, що воювали на боці римлян, виявили його тотожнім зі стародавньою назвою своєї країни, яку вони часто вживали говорячи про своє походження, і теж почали вигукувати «Ambrones!».
Деламарр вказував на ризик хибної логіки — якщо додержуватися твердження, що лігури не є кельтами, а численні топонімічні назви й назви племен (що їх вважали за лігурські класичні автори) здаються кельтськими, було б хибно відкидати усі кельтські назви при вивченні лігурських слів і використовувати таку виправлену збірку слів для демонстрування факту, що лігури є некельтське і неіндоєвропейське плем'я.
Лігурсько-кельтські зв'язки розглядав також Ґ. Барруоль (Barruol, G.).

## Стародавні свідоцтва
За твердженням Страбона лігури були окремим народом, відмінним від кельтів: «А щодо Альп… багато племен населяють ці гори, всі кельтські, окрім лігурів; але хоча ці лігури й належать до іншого племені, все одно за побутом своїм подібні кельтам».
Геродот писав, що сигінни (sigynnae), народ, що мешкав на Дунаї, мовою лігурів означає торгівців роздрібним товаром.

## Гіпотеза доіндоєвропейського субстрату
Теорії доіндоєвропейського субстрату дотримувався французький історик і філолог Марі Анрі д'Арбуа де Жубенвілль, який стверджував, що лігурська мова була споріднена з іберійскою і походила з доіндоєвропейської мови-субстрату, яка була поширена у західному Середземномор'ї і приблизно збігалася з територією культури Імпрессо (відомою також як культура кардіальної кераміки, або витисненої кераміки), поширеною у 6 і 5 тисячолітті до н. е.
У 1889 і 1894 Жубенвілль запропонував гіпотезу доіндоєвропейської мови-субстрату, поширеної у доримські часи на Корсиці, Сардинії, у східній Іспанії, південній Франції і північній Італії, ґрунтуючись на поширенні у топоніміці цих країв суфіксів -asco, -asca, -usco, -osco, -osca, а також -inco, -inca, -aco, -aca. На погляд Жубенвілля, дві згадані класичними авторами мови — лігурська і іберська — це дві мови, що збереглися з прадавніх часів. Це спирається на повідомлення Сенеки, який з 41 до н. е. провів вісім років у вигнанні на острові Корсика. Він висловлював думку про те, що корсиканці узбережжя були лігурами, а жителі внутрішніх частин острова — іберами, як і кантабри. Оскільки мови іберів і лігурів в ті часи ще могли бути у вжитку, а сам Сенека походив з Іберії, його думка варта уваги.
Ряд відомих лінгвістів (Пауль Кречмер, Юліус Покорний) розвинули концепцію субстрату. Вони ототожнили область поширення топонімів, яку означив Жубенвілль, з районом поширення культури кардіальної кераміки. На Корсиці у деяких поселеннях, що мають відношення до цієї культури, спостерігається спадкоємність аж до залізної доби.
Головною проблемою теорії Жубенвілля є те, що в ній немає нічого надзвичайно «неіндоєвропейського» у топонімічних назвах, асоційованих з лігурським субстратом. Суфікси -ascum, -asca, -osca, -incus, -acum можуть також бути індоєвропейськими. Так, вони не доводять нічого, якщо тільки їх спеціально не намагатись представити доіндоєвропейськими. Але також ці суфікси проаналізовано як індоєвропейські, у назвах північної Італії і південної Франції. Наприклад, лігурську назву річки По, Bondicus, яку Пліній у «Природничій історії» (Historia Naturalis, ііі. 122) тлумачив як «бездонний», було проаналізовано як індоєвропейський корінь *bhu(n)d(h)- який можна знайти в санскриті у вигляді budhanah і у авестійській мові buna- тобто «дно», грецьке pythmen означає «основу», «фундамент», латинське fundus — «дно», давньоірландське bond — «слід ноги».
Інша проблема теорії Жубенвіля — анахронізм між доримською мовою лігурів і культурою кардіальної кераміки, яка існувала майже за 5000 років до того. Також деякі «стародавні» суфікси далеко не являють собою 7000-літню копалину, а є словотворчим засобом у середньовічні і навіть нові часи. Наприклад -asco — суфікс, часто вживаний у римських іменах (Lucinasco, Marinasco, Martinasco), ім'я володаря маєтку і відомий спосіб формування топонімічних назв у пізні часи Імперії і середньовіччя. До того ж, у сучасній італійській мові досі вживаний суфікс -asco (-escu у сучасній лігурійській мові) для формування катойконімів (назви жителів певної місцевості) у регіоні навколо провінції Лігурія — bergamasco від італ. Bergamo, brigasco від італ. Briga, comasco від італ. Como, mentonasco від італ. Mentona, monegasco від італ. Monaco, ormeasco від італ. Ormea, roiasco від італ. Val Roia, tendasco від італ. Tenda, urbasco від італ. Urbe.